# Give 'Em Enough Rope
Give 'Em Enough Rope är punkbandet The Clash andra album och släpptes 1978. Det var det första albumet av gruppen att släppas i USA.
Albumet fick delvis dålig kritik, mycket beroende på att förväntningarna var mycket höga efter det succéartade debutalbumet. Många skyller på producenten Sandy Pearlman, som gjorde musiken mer polerad och mindre rå än på föregångaren. Trots det så finns många låtar på detta album som fans än idag uppskattar och det nådde en andraplats på den brittiska albumlistan. Man kan se albumet som ett mellansteg till utvecklingen från tidiga, råa Clash till det nya Clash som man märker på plattan efter denna, London Calling.

## Låtlista
Alla låtar skrivna av Mick Jones och Joe Strummer, om annat inte anges.
Sida ett
1. "Safe European Home" - 3:50
2. "English Civil War" (Mick Jones/Joe Strummer/trad.) - 2:35
3. "Tommy Gun" - 3:17
4. "Julie's Been Working for the Drug Squad" - 3:03
5. "Last Gang in Town" - 5:14

Sida två
1. "Guns on the Roof" (Topper Headon/Mick Jones/Paul Simonon/Joe Strummer) - 3:15
2. "Drug-Stabbing Time" - 3:43
3. "Stay Free" - 3:40
4. "Cheapskates" - 3:25
5. "All the Young Punks (New Boots and Contracts)" - 4:56